# Palmarés de seleções nacionais de futebol
Esta lista de títulos e troféus de seleções nacionais de futebol contém os principais troféus internacionais das seleções nacionais de futebol. Estão incluídos todos os troféus oficiais de nível mundial, intercontinental ou continental conquistados pelas seleções A de cada país. 

## História
Os Jogos Olímpicos foram a primeira competição internacional de futebol por seleções a ser criada. As edições de 1900 e 1904 (reconhecidas pelo COI mas não pela FIFA) e a edição intercalar de 1906 (não reconhecida pelo COI nem pela FIFA) não são consideradas neste artigo pois foram disputadas por equipas locais (clubes ou seleções de cidades) e não por seleções nacionais; embora as medalhas atribuídas em 1900 e 1904 sejam oficiais e pertençam ao palmarés dos respetivos Comités Olímpicos, não integram o palmarés das seleções A de futebol.
Após os Jogos Olímpicos de 1908 e até à criação do Campeonato do Mundo em 1930 o torneio olímpico de futebol era a principal competição mundial entre seleções nacionais de futebol. Após 1930 deu-se uma cisão entre as seleções nacionais que participavam no torneio olímpico, que continuaram a ser constituídas por jogadores amadores, e as seleções nacionais que participavam no Campeonato do Mundo, integradas por jogadores profissionais. Apesar disso as edições do torneio olímpico até 1956 continuam a integrar o palmarés das seleções A. A partir dos Jogos Olímpicos de 1960 as participações no torneio olímpico passaram a integrar o palmarés das seleções olímpicas, distinto das seleções A, pelo que deixam de constar neste artigo.
O Campeonato do Mundo, criado em 1930, é a mais importante competição de futebol do Mundo, sendo disputado quadrienalmente pelas seleções A de cada país para apurar o campeão do Mundo. Cada confederação criou depois a sua própria competição continental, que apura o campeão do respetivo continente.
O palmarés dos estados extintos é transferido para os respetivos estados sucessores. O palmarés do Reino Unido encontra-se distribuído pela Grã-Bretanha ao nível das participações olímpicas e por cada uma das suas nações e territórios que têm seleção A própria quanto às restantes competições.

## Europa (UEFA)
| Nº  | Selecção        | Vigentes            | Vigentes             | Vigentes        | Vigentes        | Antigos | Antigos | Total | Último troféu               |
| Nº  | Selecção        | Campeonato do Mundo | Campeonato da Europa | Liga das Nações | Liga das Nações |         |         | Total | Último troféu               |
| --- | --------------- | ------------------- | -------------------- | --------------- | --------------- | ------- | ------- | ----- | --------------------------- |
| 1º  | Alemanha        | 4                   | 3                    | –               | –               | 1       | –       | 8     | Taça das Confederações 2017 |
| 2º  | Itália          | 4                   | 2                    | –               | –               | –       | 1       | 7     | Campeonato da Europa 2020   |
| 3º  | França          | 2                   | 2                    | 1               | 1               | 2       | –       | 8     | Liga das Nações 2021        |
| 4º  | Espanha         | 1                   | 4                    | 1               | –               | –       | –       | 6     | Campeonato da Europa 2024   |
| 5º  | Inglaterra      | 1                   | –                    | –               | –               | –       | –       | 1     | Campeonato do Mundo 1966    |
| 6º  | Portugal        | –                   | 1                    | 2               | –               | –       | –       | 3     | Liga das Nações 2025        |
| 7º  | Dinamarca       | –                   | 1                    | –               | –               | 1       | –       | 2     | Taça das Confederações 1995 |
| 8º  | Rússia          | –                   | 1                    | –               | –               | –       | 1       | 2     | Campeonato da Europa 1960   |
| –   | República Checa | –                   | 1                    | –               | –               | –       | –       | 1     | Campeonato da Europa 1976   |
| –   | Países Baixos   | –                   | 1                    | –               | –               | –       | –       | 1     | Campeonato da Europa 1988   |
| –   | Grécia          | –                   | 1                    | –               | –               | –       | –       | 1     | Campeonato da Europa 2004   |
| 12º | Grã-Bretanha    | –                   | –                    | –               | –               | –       | 2       | 2     | Jogos Olímpicos 1912        |
| 13º | Bélgica         | –                   | –                    | –               | –               | –       | 1       | 1     | Jogos Olímpicos 1920        |
| –   | Suécia          | –                   | –                    | –               | –               | –       | 1       | 1     | Jogos Olímpicos 1948        |
| –   | Hungria         | –                   | –                    | –               | –               | –       | 1       | 1     | Jogos Olímpicos 1952        |

## América do Sul (CONMEBOL)
| Nº | Selecção  | Vigentes            | Vigentes     | Vigentes    | Antigos | Antigos | Antigos                 | Total | Último Troféu                |
| Nº | Selecção  | Campeonato do Mundo | Copa América | Finalissima |         |         | Campeonato Panamericano | Total | Último Troféu                |
| -- | --------- | ------------------- | ------------ | ----------- | ------- | ------- | ----------------------- | ----- | ---------------------------- |
| 1º | Argentina | 3                   | 16           | 2           | 1       | –       | 1                       | 23    | Copa América de 2024         |
| 2º | Brasil    | 5                   | 9            | –           | 4       | –       | 2                       | 20    | Copa América 2019            |
| 3º | Uruguai   | 2                   | 15           | –           | –       | 2       | –                       | 19    | Copa América 2011            |
| 4º | Peru      | –                   | 2            | –           | –       | –       | –                       | 2     | Copa América 1975            |
| -  | Paraguai  | –                   | 2            | –           | –       | –       | –                       | 2     | Copa América 1979            |
| -  | Chile     | –                   | 2            | –           | –       | –       | –                       | 2     | Copa América Centenário 2016 |
| 7º | Bolívia   | –                   | 1            | –           | –       | –       | –                       | 1     | Copa América 1963            |
| -  | Colômbia  | –                   | 1            | –           | –       | –       | –                       | 1     | Copa América 2001            |

## América do Norte (CONCACAF)
| Nº | Selecção       | Vigentes | Vigentes        | Antigos | Antigos       | Total | Último Troféu                       |
| Nº | Selecção       | Gold Cup | Liga das Nações |         | Taça CONCACAF | Total | Último Troféu                       |
| -- | -------------- | -------- | --------------- | ------- | ------------- | ----- | ----------------------------------- |
| 1º | México         | 11       | 1               | 1       | 1             | 14    | Liga das Nações da CONCACAF 2024-25 |
| 2º | Estados Unidos | 7        | 2               | –       | –             | 9     | Campeonato CONCACAF 2023            |
| 3º | Costa Rica     | 3        | –               | –       | –             | 3     | Campeonato CONCACAF 1989            |
| 4º | Canadá         | 2        | –               | –       | –             | 2     | Gold Cup 2000                       |
| 5º | Guatemala      | 1        | –               | –       | –             | 1     | Campeonato CONCACAF 1967            |
| -  | Haiti          | 1        | –               | –       | –             | 1     | Campeonato CONCACAF 1973            |
| -  | Honduras       | 1        | –               | –       | –             | 1     | Campeonato CONCACAF 1981            |

## Ásia (AFC)
| Nº | Selecção       | Vigentes           | Vigentes   | Total | Último Troféu           |
| Nº | Selecção       | Campeonato da Ásia | Taça Árabe | Total | Último Troféu           |
| -- | -------------- | ------------------ | ---------- | ----- | ----------------------- |
| 1º | Japão          | 4                  | –          | 4     | Campeonato da Ásia 2011 |
| 2º | Arábia Saudita | 3                  | 2          | 5     | Copa Árabe da FIFA 2002 |
| 3º | Irão           | 3                  | –          | 3     | Campeonato da Ásia 1976 |
| 4º | Coreia do Sul  | 2                  | –          | 2     | Campeonato da Ásia 1960 |
| 5º | Iraque         | 1                  | 4          | 5     | Campeonato da Ásia 2007 |
| 6º | Israel         | 1                  | –          | 1     | Campeonato da Ásia 1964 |
| –  | Kuwait         | 1                  | –          | 1     | Campeonato da Ásia 1980 |
| –  | Austrália      | 1                  | –          | 1     | Campeonato da Ásia 2015 |
| –  | Qatar          | 1                  | –          | 1     | Campeonato da Ásia 2019 |

## África (CAF)
| Nº  | Selecção          | Vigentes                       | Vigentes   | Total | Último Troféu                       |
| Nº  | Selecção          | Campeonato Africano das Nações | Taça Árabe | Total | Último Troféu                       |
| --- | ----------------- | ------------------------------ | ---------- | ----- | ----------------------------------- |
| 1º  | Egipto            | 7                              | 1          | 8     | Campeonato Africano das Nações 2010 |
| 2º  | Camarões          | 5                              | –          | 5     | Campeonato Africano das Nações 2017 |
| 3º  | Gana              | 4                              | –          | 4     | Campeonato Africano das Nações 1982 |
| 4º  | Nigéria           | 3                              | –          | 3     | Campeonato Africano das Nações 2013 |
| 5º  | RD Congo          | 2                              | –          | 2     | Campeonato Africano das Nações 1974 |
| –   | Costa do Marfim   | 2                              | –          | 2     | Campeonato Africano das Nações 2015 |
| 7º  | Marrocos          | 1                              | 1          | 2     | Copa Árabe da FIFA 2012             |
| –   | Argélia           | 1                              | 1          | 2     | Copa Árabe da FIFA 2021             |
| –   | Tunísia           | 1                              | 1          | 2     | Campeonato Africano das Nações 2004 |
| 10º | Etiópia           | 1                              | –          | 1     | Campeonato Africano das Nações 1962 |
| –   | Sudão             | 1                              | –          | 1     | Campeonato Africano das Nações 1970 |
| –   | Congo-Brazzaville | 1                              | –          | 1     | Campeonato Africano das Nações 1972 |
| –   | África do Sul     | 1                              | –          | 1     | Campeonato Africano das Nações 1996 |
| –   | Zâmbia            | 1                              | –          | 1     | Campeonato Africano das Nações 2012 |
| –   | Senegal           | 1                              | –          | 1     | Campeonato Africano das Nações 2022 |

## Oceania (OFC)
| Nº | Selecção       | Vigentes        | Vigentes          | Total | Último Troféu          |
| Nº | Selecção       | Taça das Nações | Jogos do Pacífico | Total | Último Troféu          |
| -- | -------------- | --------------- | ----------------- | ----- | ---------------------- |
| 1º | Nova Zelândia  | 5               | 1                 | 6     | Jogos do Pacífico 2019 |
| 2º | Austrália      | 4               | –                 | 4     | Taça das Nações 2004   |
| 3º | Taiti          | 1               | 5                 | 6     | Taça das Nações 2012   |
| 4º | Nova Caledónia | –               | 7                 | 7     | Jogos do Pacífico 2015 |
| 5º | Ilhas Fiji     | –               | 2                 | 2     | Jogos do Pacífico 2003 |